# Operacja Reszka
Operacja Reszka – spektakl telewizyjny Sceny Faktu Teatru Telewizji z 2009 roku w reżyserii Ewy Pytki według scenariusza Włodzimierza Kuligowskiego. Konsultantem historycznym scenariusza spektaklu był Norbert Wójtowicz. Widowisko miało swoją premierę 15 marca 2010 roku.

## Fabuła
Spektakl poświęcony jest jednej z najbardziej spektakularnych akcji polskiego wywiadu na przełomie lat 70. i 80., a zarazem jednej z jego najbardziej spektakularnych klęsk. Opowiada historię studenta KUL-u Piotra Jeglińskiego, który wraz ze skupionym wokół niego środowiskiem opozycyjnym próbuje w połowie lat 70. odkłamywać historię. Po wyjeździe do Paryża Jegliński zakłada emigracyjną filię Spotkań i organizuje własne kanały przerzutowe książek i ulotek do kraju. W konsekwencji Służba Bezpieczeństwa poddaje go i jego rodzinę totalnej inwigilacji. Sprawa o kryptonimie „Reszka” miała za cel doprowadzić do „wyeliminowania” Jeglińskiego. Przy pomocy zwerbowanego kuriera nielegalnej literatury Kazimierza bezpieka postanowiła zlikwidować Reszkę, ale w Paryżu Jegliński zmusił Kazimierza do przyznania się do współpracy z SB. Kazimierz został aresztowany przez francuskie służby specjalne, a następnie wymieniony za dziennikarza „Libération”, oskarżonego w PRL o szpiegostwo.

## Obsada
- Jan Wieczorkowski (Piotr Jegliński)
- Maciej Zakościelny (Kazimierz)
- Zbigniew Lesień (Generał MSW)
- Zdzisław Wardejn (Pułkownik MSW)
- Krzysztof Banaszyk (Kapitan MSW)
- Maciej Kozłowski (Rafał)
- Grażyna Barszczewska (Ewa Jeglińska)
- Wiesława Mazurkiewicz (Babcia Piotra Jeglińskiego)
- Tamara Arciuch (Jasnowłosa)
- Krzysztof Globisz (Sędzia śledczy)
- Paweł Deląg (Inspektor francuski)
- Paweł Orleański (Gruby)
- Rafał Walentowicz (Tajniak francuski)
- Marcin Troński (Oficer Kontrwywiadu PRL)
- Witold Dębicki (Cywil z Kontrwywiadu PRL)
- Jacek Rozenek (Instruktor MSW)
- Cezary Morawski (Stary)
- Sławomir Orzechowski (Kapitan rosyjski)
- Maria Maj (Blondyna)
- Andrzej Blumenfeld (Kierownik pociągu rosyjskiego)

## Nagrody i wyróżnienia
W styczniu 2011  w Nowym Jorku reżyser spektaklu Operacja Reszka Ewa Pytka otrzymała nagrodę indywidualną w konkursie History Makers Awards 2011, a spektakl specjalną nagrodę jury.